# Stenocercus puyango
Stenocercus puyango — вид ігуаноподібних ящірок родини Tropiduridae. Мешкає в Еквадорі і Перу.

## Поширення і екологія
Stenocercus puyango мешкають на тихоокеанських низовинах та в західних передгір'ях Анд на півдні Еквадорі (Ель-Оро, Лоха) та на півночі Перу (Ламбаєке, П'юра, Тумбес). Вони живуть в сухих тропічних лісах, на висоті від 90 до 1500 м над рівнем моря.